# Joseph Albert

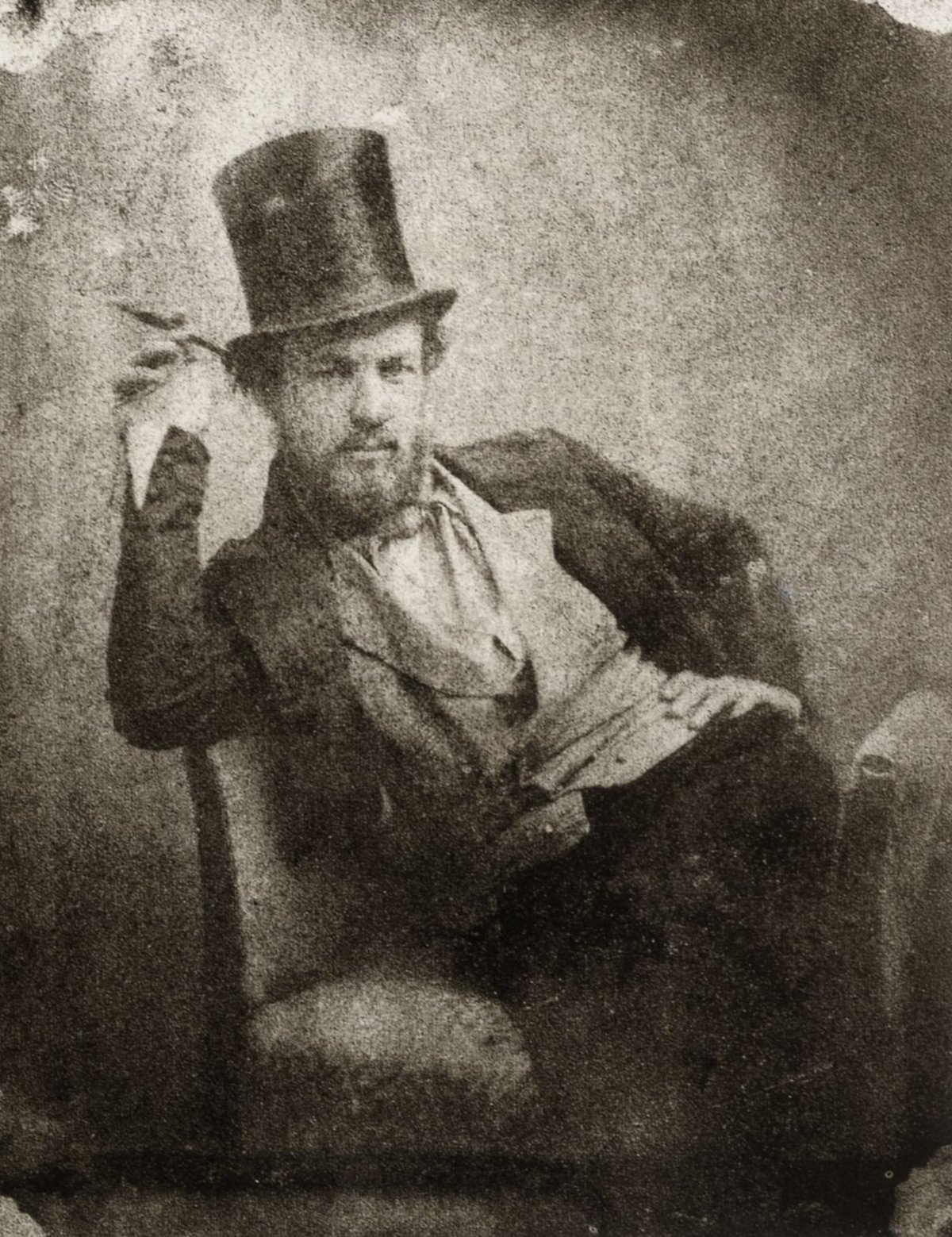
Joseph Albert na snímku Aloise Löcherera, okolo 1850

Joseph Albert (5. března 1825 Mnichov – 5. května 1886 tamtéž) byl německý fotograf a vynálezce. Byl dvorním fotografem bavorského královského domu, pracoval na vylepšení metody světlotisku a vynalezl světlotisk barevný.

## Život
Po studiu fyziky a chemie si otevřel v roce 1850 vlastní fotografický ateliér v Augsburgu. Vylepšil proces světlotisku, prvního foto-mechanického procesu tisku. Umění fotografie studoval u mnichovského fotografa Aloise Löcherera.
Albert byl v roce 1857 jmenován dvorním fotografem bavorské královské rodiny a vrátil se do Mnichova. Portrétoval členy královské rodiny, zvláště krále Ludvíka II. Bavorského a dokumentoval řadu jejich stavebních projektů. Zabýval se také reprodukcí obrazů a grafik.
Jeho dům s ateliérem  byl vybaven solární kamerou dvorního fotografa Jacoba Wothlyho. Jacob Wothly a Joseph Albert inspirovali Friedricha Wilhelma Hackländera k vytvoření smyšlené románové postavě Wilbert.
Na fotografické výstavě v Hamburku v roce 1868 představil své fotografie pořízené jeho vlastním vylepšeným světlotiskem pod názvem albertotypie. Proces byl určen převážně k vytváření fotografických kopií. V roce 1876 následovalo další vylepšení: barevný světlotisk.
Zemřel 5. května 1886 v Mnichově. Jeho hrob se nachází na Starém jižním mnichovském hřbitově.
Jeho syn Eugen (1856–1929) šel ve stopách svého otce a založil fotografickou unii Photographische Union. Kromě toho také dále rozvíjel reprodukční techniky vedoucí až k ofsetovému tisku.

## Spolupráce s Husníkem
Ústup daguerrotypie v 60. letech 19. století a zavedení tzv. mokrého procesu ve fotografii sledoval velmi pozorně také Čech Jakub Husník. Při nesčetných pokusech našel pomocníka v táborském lékaři Schwarzovi. V roce 1863 přišel s prvním vynálezem – dvoutónovými fotografiemi.
Husník opakoval všechny pokusy prováděné předtím Pontonem, Talbotem (talbotypie), Poitevinem (uhlotisk) a dalšími s dvojchromanem draselným za působením světla. Zdokonalil způsob reprodukování fotografických obrazů – fotolitografii. Husník postupně vylepšil svůj vynález, takže byl schopen docílit i 1000 otisků. Ve stejné době se stejným problémem, a to úspěšně, zabýval i mnichovský dvorní fotograf Joseph Albert. Po uveřejnění informace o Husníkovi v příloze časopisu Photographische Mitteilungen nedala odezva na sebe dlouho čekat.
V lednu 1869 podepsal Husník s Josephem Albertem smlouvu o přenechání želatinofotolitografie k libovolnému užití za pětiprocentní zisk získaný prodejem podle Husníkova způsobu nad 20 000 zlatých rakouské měny. Husník se rozhodl velmi správně – vybavené tiskárně Josepha Alberta nebyl počtem ani kvalitou reprodukcí schopen konkurovat. Smlouva však na delší čas zabránila poznat pravého vynálezce, jelikož se Husník zavázal zachovat o vynálezu mlčení. Ve světě se proto mluvilo o albertotypii. Husníkova metoda se nicméně prosadila především pod názvem světlotisk.

## Galerie

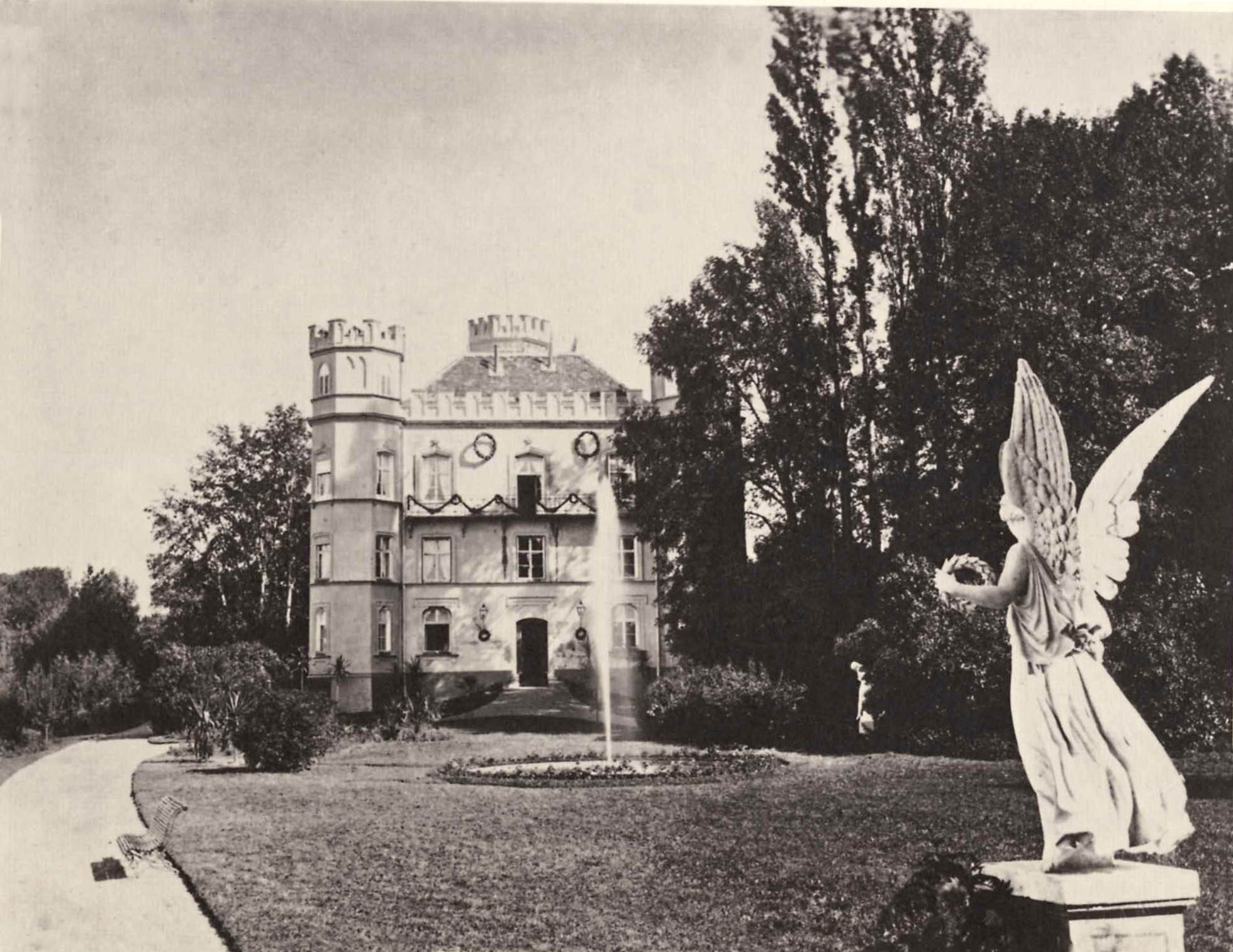
Zámek Berg am Starnberger See, okolo 1886
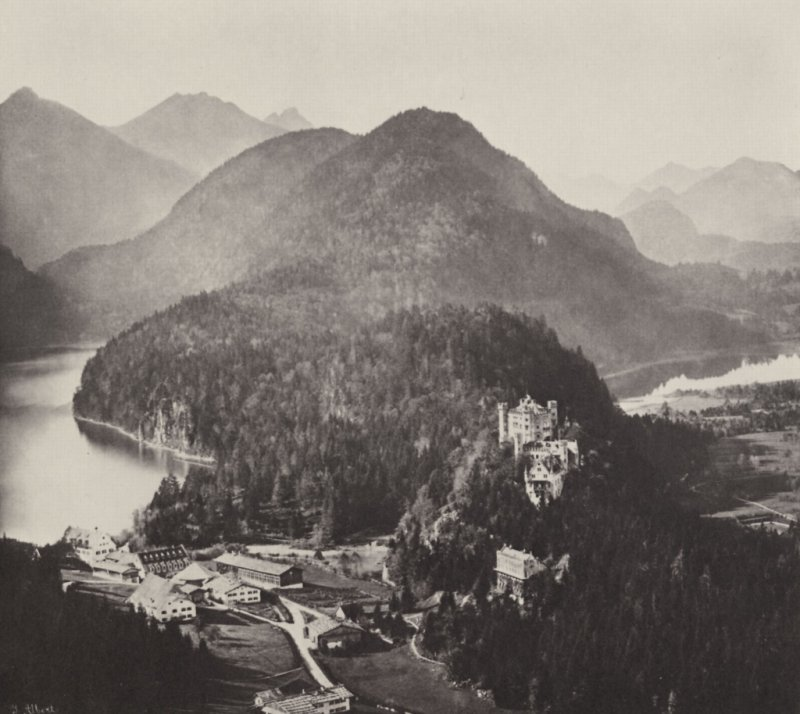
Zámek Hohenschwangau s alpským jezerem, 1857
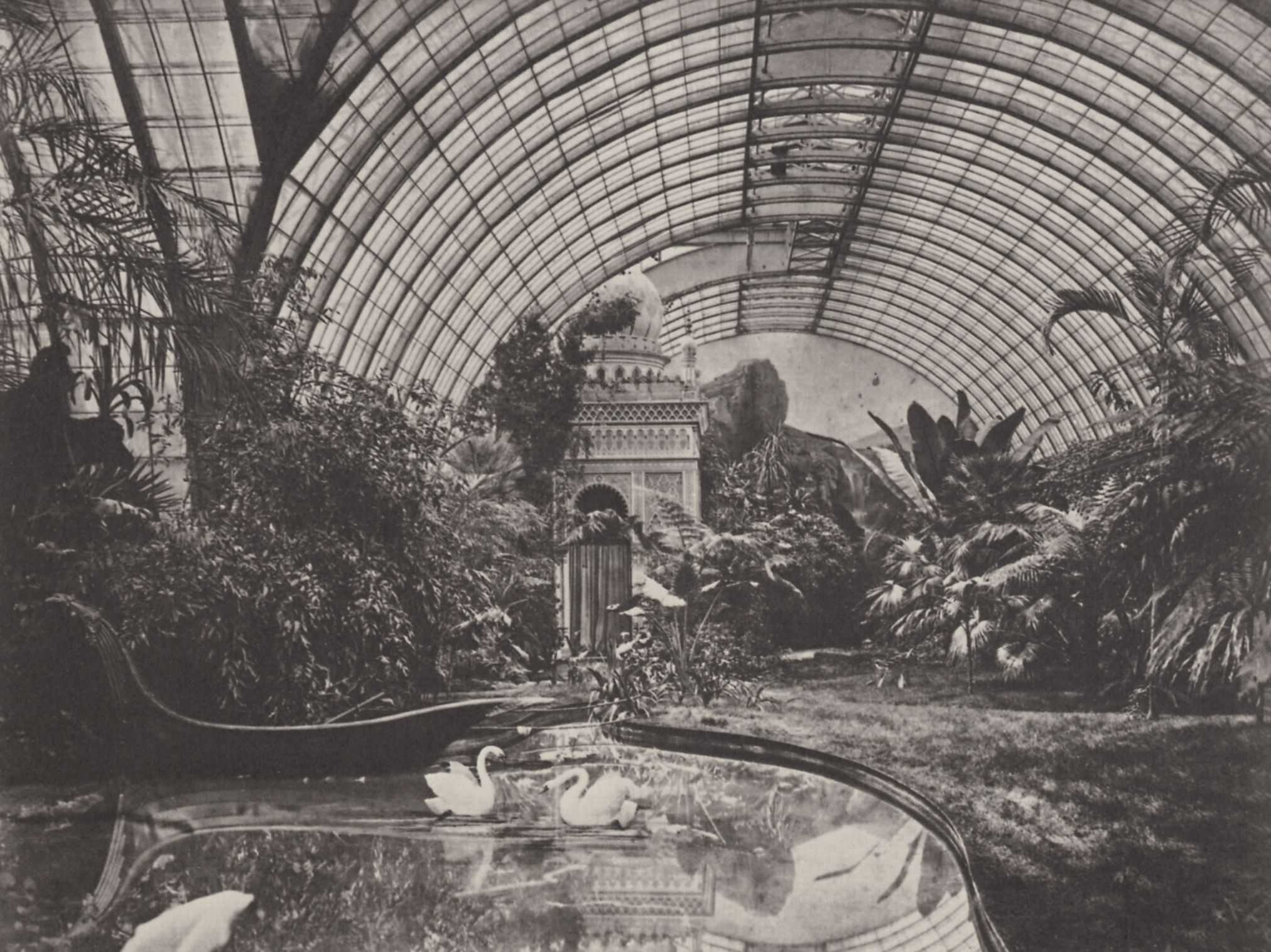
Rezidence se zimní zahradou Ludvíka II., Mnichov, okolo 1870
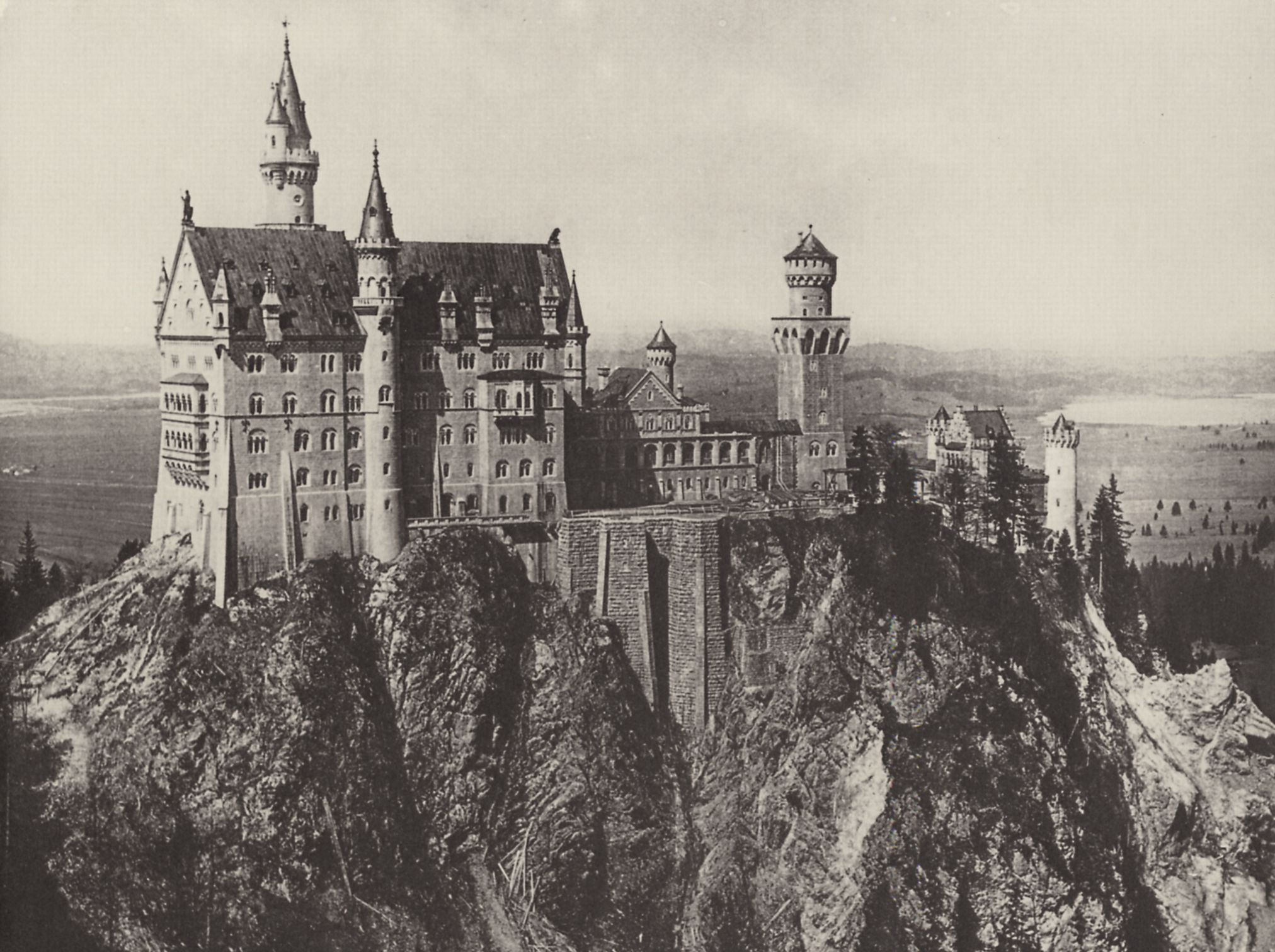
Zámek Neuschwanstein, 1886/87
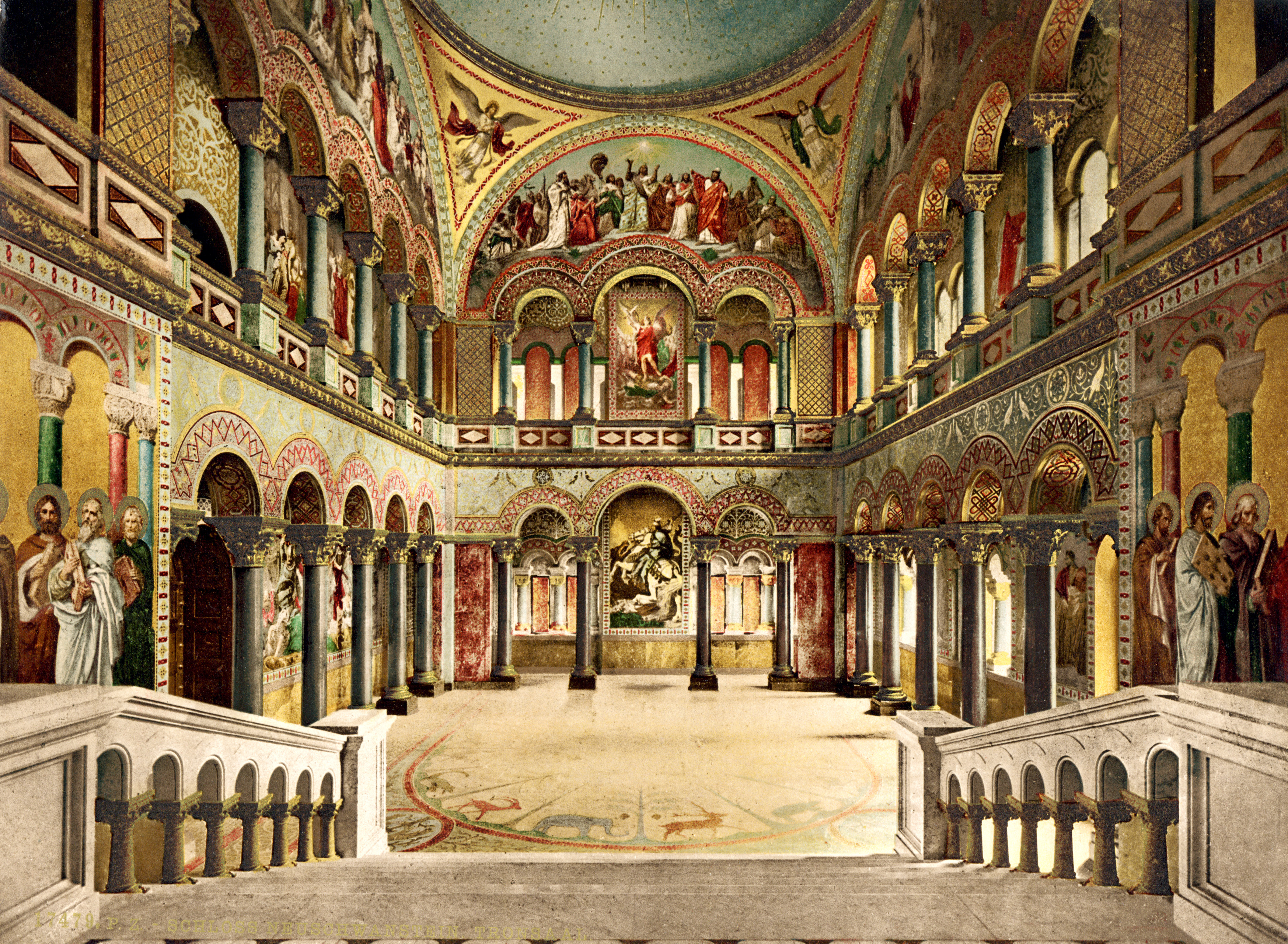
Místnost trůnů, zámek Neuschwanstein, 1886
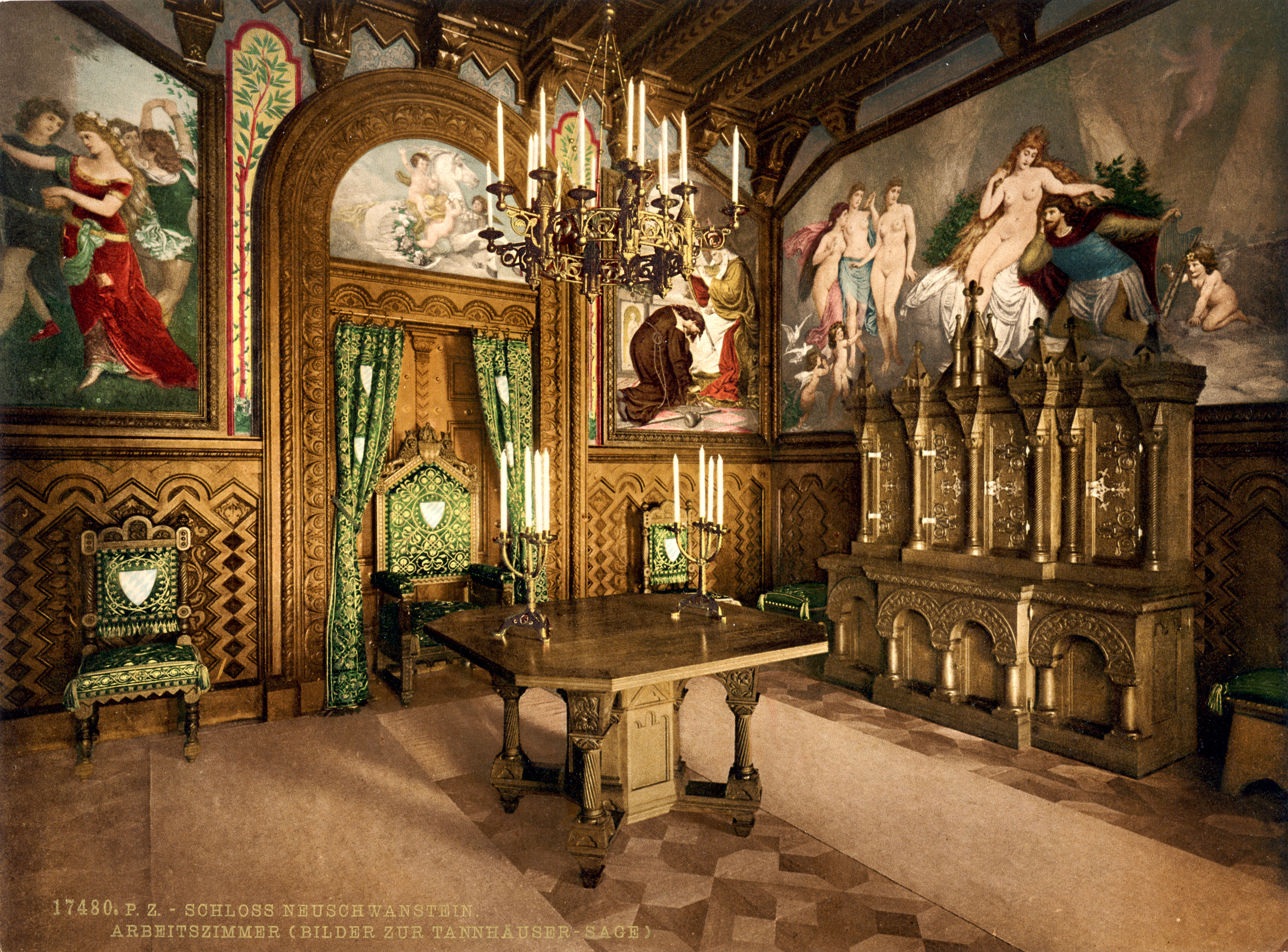
Pracovna, zámek Neuschwanstein, 1886
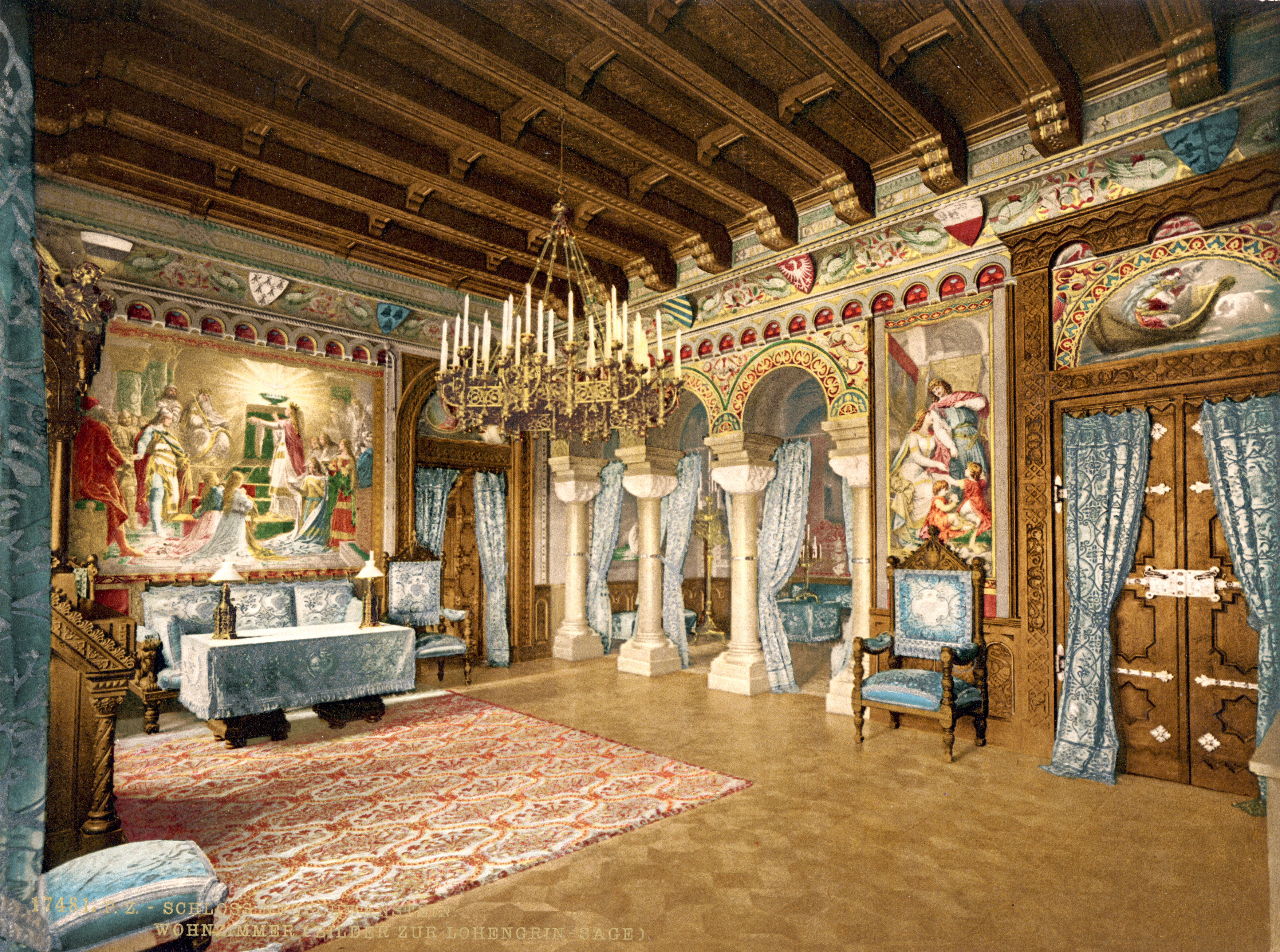
Kreslírna, zámek Neuschwanstein, 1886
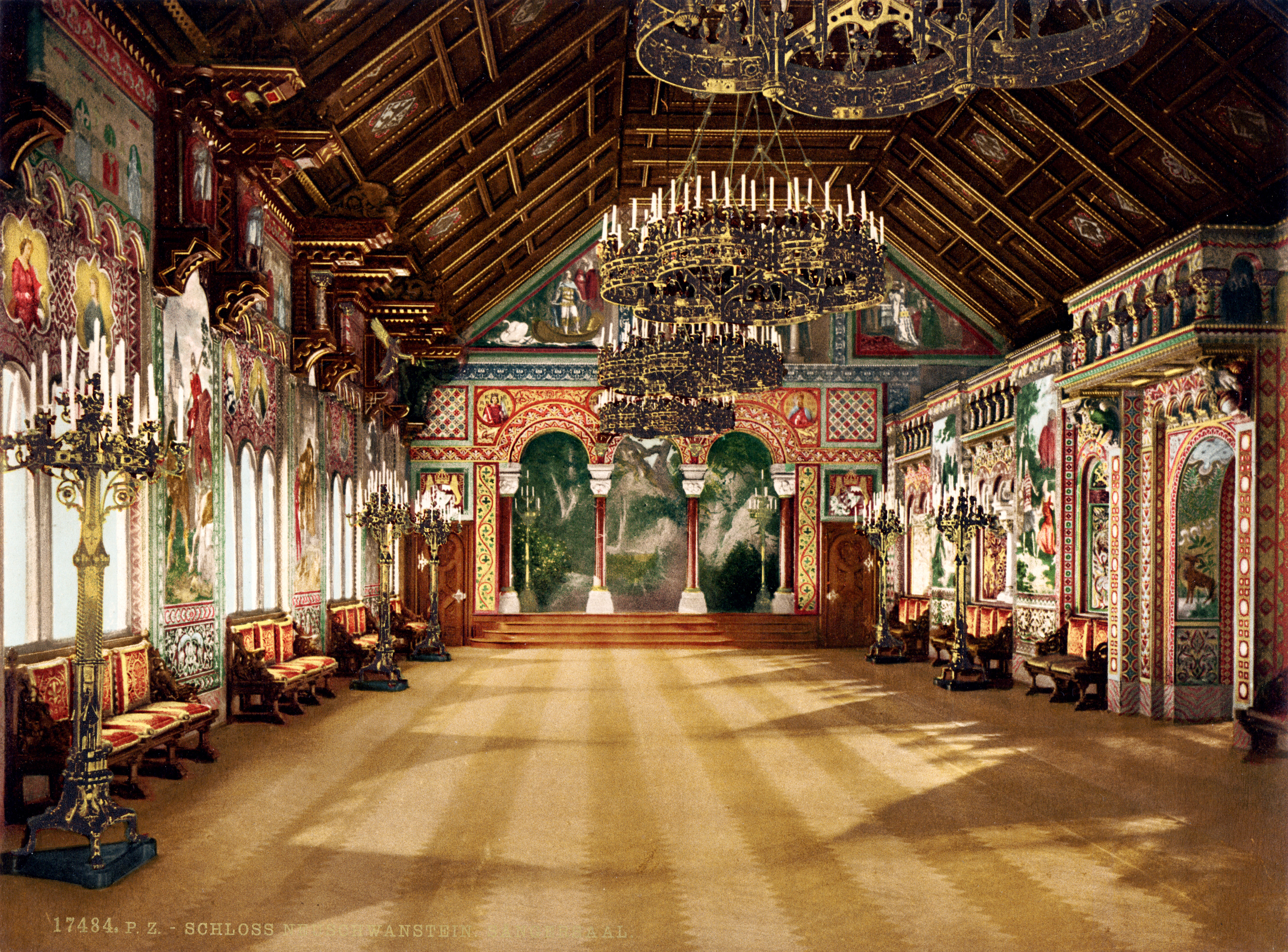
Hudební místnost, zámek Neuschwanstein, 1886
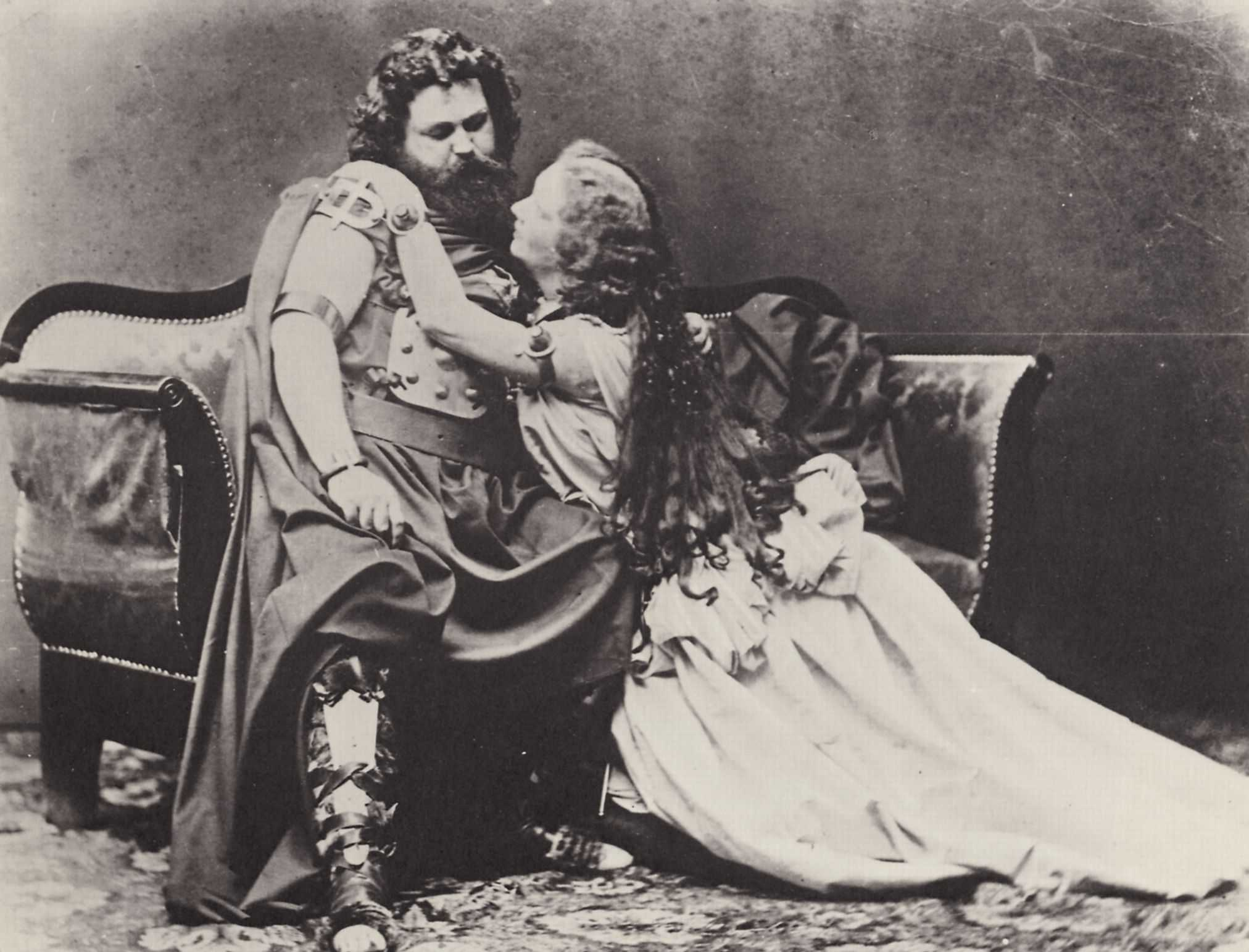
Joseph Albert: Ludwig a Malwine Schnorr von Carolsfeld jako Tristan a Isolda při mnichovské premiéře, 1865
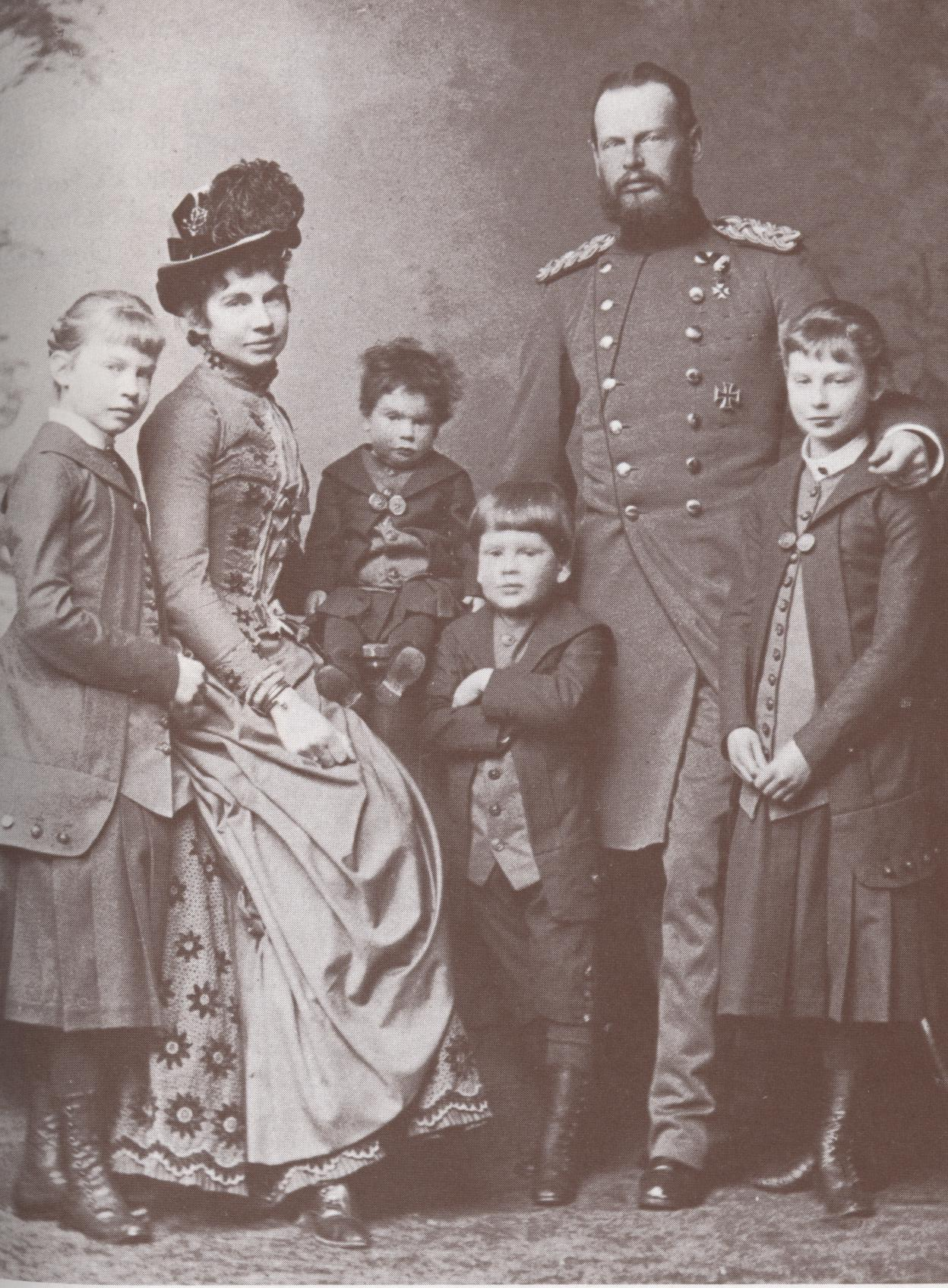
Princ Georg Bavorský (uprostřed) s rodiči, okolo 1885
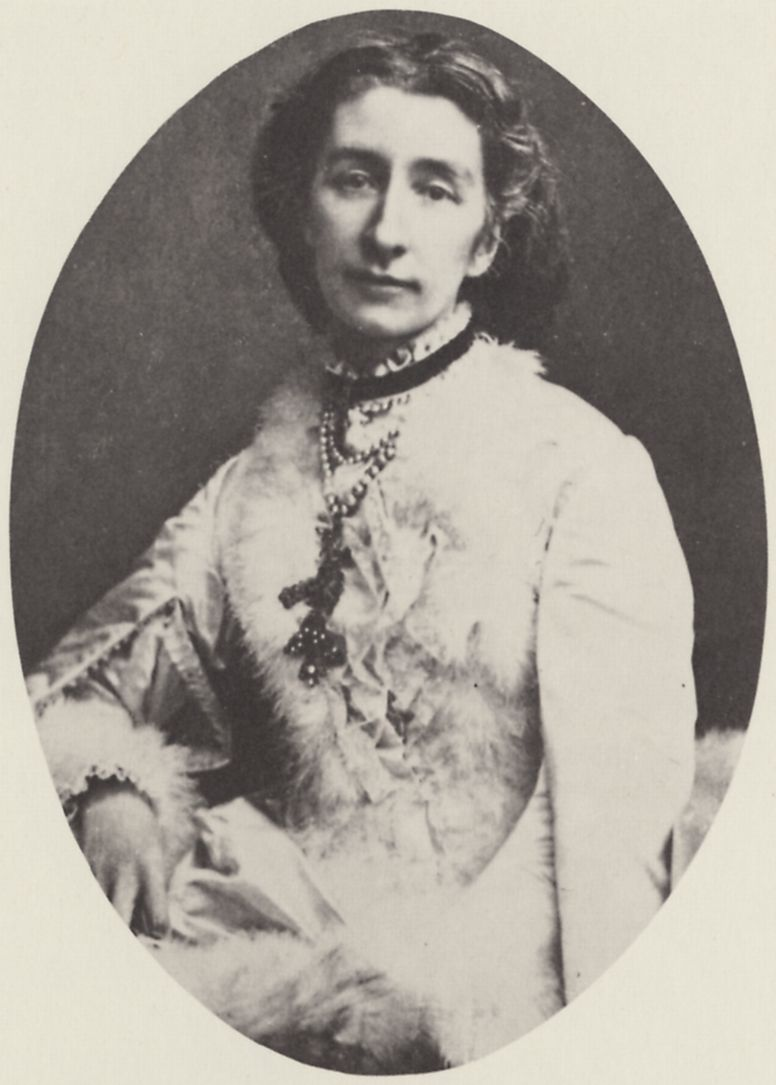
Cosima Wagner, později druhá manželka Richarda Wagnera, před 1870
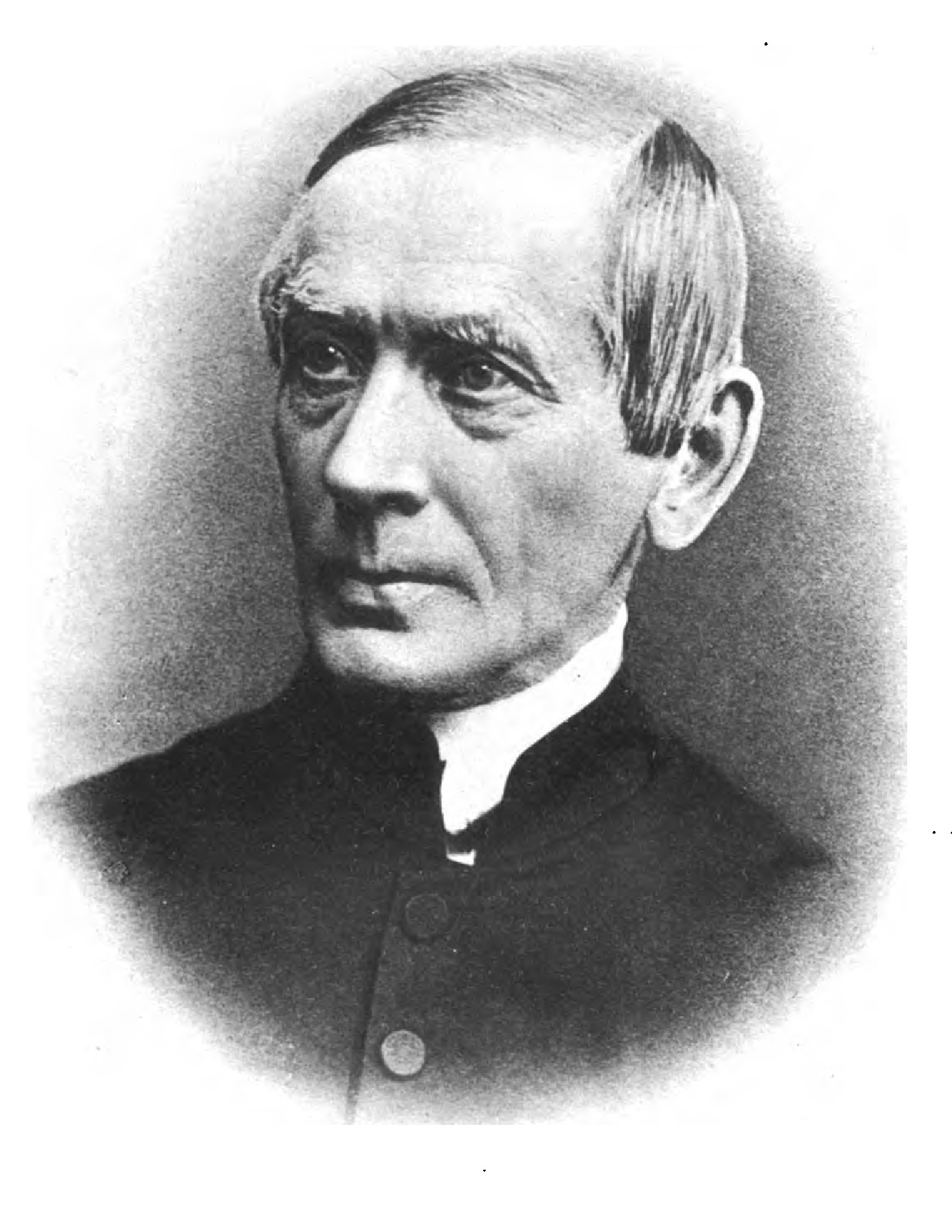
Adolf von Stählin, duchovní